# Geisskopf
Le Geisskopf est une montagne culminant à 1 097 m située dans la Forêt de Bavière en Allemagne. Elle se situe à proximité de Bischofsmais.
Un restaurant ainsi qu'une tour d'observation en bois de 23 m ont été construits au sommet.

## Domaine skiable
Une très petite station de sports d'hiver a été aménagée sur les pentes de la montagne, à quatre km au nord-ouest de Bischofsmais le long de la route menant à Habischried et Gotteszell. Depuis 1967-1968, un télésiège 1-place de 1 142 m de long y a été implanté, très lent et doté d'un débit maximal de seulement 330 personnes/heure. Six autres téléskis, comparativement plus rapides et au plus fort débit, complètent l'infrastructure. Neuf pistes sont aménagées pour la pratique du ski, ce qui en fait le deuxième plus vaste domaine skiable allemand de la Forêt de Bavière après Grosser Arber. Les pistes y sont relativement courtes mais régulières et larges, et offrent un dénivelé maximal de 257 mètres. Plus excentré, le téléski Riegellift rejoint le sommet du domaine, sur les pentes de la montagne voisine de Einöd Riegel (1 121 m). De conception archaïque, il est moins souvent en fonctionnement que le reste du domaine quand la neige vient à manquer. Il dessert la seule piste noire du domaine.
Sept pistes sont équipées d'enneigeurs, une nécessité du fait de la faible altitude du domaine. Un parking de 1 000 places est situé directement au pied des pistes.
La pratique du ski nocturne y est possible sur trois pistes (3 km de pistes)
Une piste de luge d'été ainsi qu'une piste de luge d'hiver de 2 km complètent l'infrastructure.